# Joshua Smits
Joshua Smits (Nijmegen, 1992. november 6. –) holland labdarúgó, a Willem II kapusa.

## Pályafutása
Smits a hollandiai Nijmegen városában született. Az ifjúsági pályafutását az Astranita csapatában kezdte, majd 2003-ban a De Treffers akadémiájánál folytatta.
2011-ben mutatkozott be a helyi NEC Nijmegen másodosztályban szereplő felnőtt csapatában. 2013-ban kölcsönben az Oss csapatát erősítette, ám ott egy mérkőzésen sem szerepelt. Először 2014. augusztus 10-én, a FC Eindhoven ellen 3–1-re megnyert ligamérkőzésen lépett pályára. 2020 januárjában a Almere Cityhez igazolt.
2020. június 12-én 3½ éves szerződést kötött a norvég első osztályban érdekelt Bodø/Glimt együttesével. Június 28-án, a Sarpsborg 08 ellen 2–1-re megnyert mérkőzésen debütált. A csapattal a 2020-as és 2021-es szezonban is megszerezte a bajnoki címet.
2022. június 25-én a holland Willem II-hez igazolt. Először a 2022. augusztus 5-ei, Jong PSV ellen 1–1-es döntetlennel zárult találkozón lépett pályára.

## Statisztikák
2022. augusztus 19. szerint
| Klub         | Szezon   | Osztály        | Bajnokság | Bajnokság | Kupa  | Kupa | Nemzetközi | Nemzetközi | Összesen | Összesen |
| Klub         | Szezon   | Osztály        | Meccs     | Gól       | Meccs | Gól  | Meccs      | Gól        | Meccs    | Gól      |
| ------------ | -------- | -------------- | --------- | --------- | ----- | ---- | ---------- | ---------- | -------- | -------- |
| NEC Nijmegen | 2014–15  | Eerste Divisie | 35        | 0         | 2     | 0    | —          | —          | 37       | 0        |
| NEC Nijmegen | 2017–18  | Eerste Divisie | 6         | 0         | 1     | 0    | —          | —          | 7        | 0        |
| NEC Nijmegen | Összesen | Összesen       | 41        | 0         | 3     | 0    | 0          | 0          | 44       | 0        |
| Almere City  | 2019–20  | Eerste Divisie | 29        | 0         | 0     | 0    | —          | —          | 29       | 0        |
| Bodø/Glimt   | 2020     | Eliteserien    | 10        | 0         | 0     | 0    | 0          | 0          | 10       | 0        |
| Bodø/Glimt   | 2021     | Eliteserien    | 1         | 0         | 0     | 0    | 0          | 0          | 1        | 0        |
| Bodø/Glimt   | 2022     | Eliteserien    | 0         | 0         | 0     | 0    | 1          | 0          | 1        | 0        |
| Bodø/Glimt   | Összesen | Összesen       | 11        | 0         | 0     | 0    | 1          | 0          | 12       | 0        |
| Willem II    | 2022–23  | Eerste Divisie | 3         | 0         | 0     | 0    | —          | —          | 3        | 0        |
| Összesen     | Összesen | Összesen       | 84        | 0         | 3     | 0    | 1          | 0          | 90       | 0        |

## Sikerei, díjai
Bodø/Glimt
- Eliteserien
  - Bajnok (2): 2020, 2021

## Fordítás
Ez a szócikk részben vagy egészben  a   Joshua Smits című angol Wikipédia-szócikk fordításán alapul.  Az eredeti cikk szerkesztőit annak laptörténete sorolja fel. Ez a jelzés csupán a megfogalmazás eredetét és a szerzői jogokat jelzi, nem szolgál a cikkben szereplő információk forrásmegjelöléseként.